# Водяное (Николаевская область)
Водяное (укр. Водяне) — село в Еланецком районе Николаевской области Украины.
Основано в 1921 году. Население по переписи 2001 года составляло 97 человек. Почтовый индекс — 55553. Телефонный код — 5159. Занимает площадь 0,457 км².

## История
В 1946 году указом ПВС УССР село Водяно-Громоклей переименовано в Водяное.

## Местный совет
55553, Николаевская обл., Еланецкий р-н, с. Калиновка, ул. Первомайская, 1